# Ангермюллер, Рудольф
Рудольф Ангермюллер (нем. Rudolph Angermüller; 2 сентября 1940, Гаддербаум — 15 июля 2021, Зальцбург) — немецкий музыковед, известный прежде всего как исследователь жизни и творчества В. А. Моцарта.

## Биография
Рудольф Ангермюллер родился в маленьком городке Гаддербауме, недалеко от Билефельда. В 1961 году окончил в Билефельде консерваторию, где изучал теорию музыки, обучался игре на фортепиано и контрабасе. После окончания консерватории, до 1970 года, изучал музыковедение, а также романистику и историю в Майнце, Мюнстере и Зальцбурге. В 1970 году защитил в Зальцбургском университете докторскую диссертацию, посвящённую Антонио Сальери. Его диссертация насчитывала 1200 страниц: «Я просто не мог остановиться», — говорил Ангермюллер. Позже эта диссертация превратилась в 3-томную биографию композитора.
Между тем Ангермюллер с детства был страстным поклонником Моцарта и, как утверждает он сам, уже в 14 лет знал наизусть Каталог Кёхеля. В 1968—1975 годах он работал в Институте музыковедения при Зальцбургском университете и в конце концов принял австрийское гражданство. В 1982 году Ангермюллер возглавил научное отделение Международного фонда Моцартеум, в 1988—2004 годах был генеральным секретарём фонда.

## Научная деятельность
Научная деятельность Р. Ангермюллера была посвящена главным образом Моцарту — очищению его биографии от романтических легенд и мифов.

### Сочинения
- Antonio Salieri. Sein Leben und seine weltlichen Werke unter besonderer Berücksichtigung seiner «großen» Opern. 3 Bände (1971—1974)
- Mozarts Reisen in Europa. 1762—1791
- Antonio Salieri. Dokumente seines Lebens unter Berücksichtigung von Musik, Literatur, Bildender Kunst, Architektur, Religion, Philosophie, Erziehung, Geschichte, Wissenschaft, Technik, Wirtschaft und täglichem Leben seiner Zeit. 3 Bände (2000)
- Mozart 1485/86 bis 2003: Daten zu Leben, Werk und Rezeptionsgeschichte der Mozarts
- Florilegium Pratense. Mozart, seine Zeit, seine Nachwelt. Ausgewählte Aufsätze von Rudolph Angermüller anläßlich seines 65. Geburtstages.
- Mozart und die französische Sprache (2005)
- Ich, Johannes Chrisostomus Amadeus Wolfgangus Sigismundus Mozart. «Eine Autobiografie» (1991)
- Mozart muss sterben. Ein Prozess (2005)